# Willow Canyon
Willow Canyon es un lugar designado por el censo ubicado en el condado de Pima en el estado estadounidense de Arizona. En el Censo de 2010 tenía una población de 1 habitantes y una densidad poblacional de 1,16 personas por km².

## Geografía
Willow Canyon se encuentra ubicado en las coordenadas 32°23′17″N 110°42′4″O / 32.38806, -110.70111. Según la Oficina del Censo de los Estados Unidos, Willow Canyon tiene una superficie total de 0.86 km², de la cual 0.86 km² corresponden a tierra firme y (0%) 0 km² es agua.

## Demografía
Según el censo de 2010, había 1 personas residiendo en Willow Canyon. La densidad de población era de 1,16 hab./km². De los 1 habitantes, Willow Canyon estaba compuesto por el 100% blancos, el 0% eran afroamericanos, el 0% eran amerindios, el 0% eran asiáticos, el 0% eran isleños del Pacífico, el 0% eran de otras razas y el 0% pertenecían a dos o más razas. Del total de la población el 0% eran hispanos o latinos de cualquier raza.